# Skagerackspärren

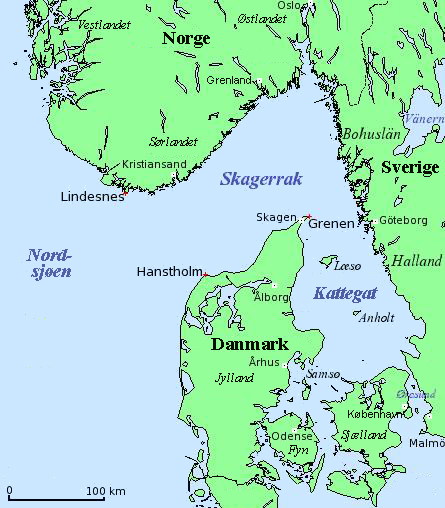
Karta.

Skagerackspärren var en minering i Skagerack utförd av Tyskland, efter det tyska angreppet på Danmark och Norge under andra världskriget, den 9 april 1940. 

## Spärren
Spärren bestod dels av:
- Ett antal minfält i den yttre delen av Skagerack. Sammanlagt lades 13 000 minor.[1]
- Kustartilleribefästningar försedda med 38 cm slagskeppskanoner vid Hanstholm i Danmark  och utanför Kristiansand i Norge, vilka hade en skottvidd på 55 km.
- Bevakningsfartyg som skulle se till att ingen slapp igenom under mörker och nedsatt sikt.

## Konsekvenser
Genom Skagerackspärren kom den svenska handelsflottan att klyvas i två delar, varvid fartyg på sammanlagt 890 000 ton hamnade innanför spärren och 915 000 ton utanför densamma.
Under perioden 14 april–10 juni sänktes i Skagerack  13 svenska handelsfartyg samt ett mindre antal fiskefartyg av minsprängningar och torpederingar. Det stod därmed klart att Sverige nu var helt isolerat från kontakt med världshaven via Skagerack. Man var därför helt beroende av handeln med Tyskland samt med av Tyskland ockuperade länder. Handeln med Tyskland fördubblades.

## Första passagen
I september 1940 kunde ett svenskt handelsfartyg för första gången få tillstånd av båda krigförande sidor att passera Skagerackspärren, så kallade lejdtrafik. Det var tankfartyget M/T Sveadrott med en last av 13 700 ton olja från mexikanska golfen på väg till Göteborg. För att passagen skulle tillåtas krävde de krigförande att fartyget genom Skagerack skulle eskorteras av svenska örlogsfartyg, vilka skulle fungera som en garant att ingen sida skulle försöka kapa henne. Till detta uppdrag utsågs jagaren HMS Nordenskjöld och hjälpkryssaren Waria. I slutet av augusti målades blå-gula band i fören och aktern på jagaren och man monterade strålkastare, som lyste upp fartygets sidor. Besättningarna hölls ovetande om uppdraget, och fick endast veta att de skulle vara borta i minst tio dagar. Den 1 september lämnade fartygen Göteborg tillsammans med tankbåten Tvåan och gick mot Kristiansand på norska sydkusten. Där bunkrade örlogsfartygen, varefter de avgick mot mötesplatsen medan Tvåan kvarlämnades. På kvällen den 5 september mötte fartygen Sveadrott i Nordsjön mellan Bergen och Shetlandsöarna och hemresan påbörjades. Ett brittiskt spaningsflygplan och ett stort antal tyska bombflygplan siktades under färden, men inget av dem gjorde några anfall och den 8 september anlände konvojen till Göteborg.
Tankfartygen Sveadrott och M/T Castor fick i oktober 1940 tillstånd att på utfärd från Göteborg passera den tyska blockadlinjen.